# Iglesia de la Inmaculada Concepción (Lecrín)
La Iglesia Parroquial de la Inmaculada Concepción, en Acequias (Lecrín, provincia de Granada), también llamada Iglesia de San Antón e Iglesia de Nuestra Señora del Rosario fue construida entre 1546 y 1553. Se trata de un templo de arquitectura mudéjar granadina realizada dentro de un programa, coherente y riguroso, cuya traza se viene atribuyendo, así como la del retablo mayor, a Ambrosio de Vico.
Se edificó siguiendo la tipología de iglesia con nave de cajón, sin capilla mayor diferenciada y cubierta por armadura en forma de artesa, que mantiene en la actualidad con gran pureza, sin transformaciones ni añadidos posteriores.

## Descripción
La Iglesia es un templo mudéjar de planta rectangular, sin capilla mayor destacada y cabecera plana. Todo su interior se cubre por una armadura de madera de limas moamares, con siete tirantes pareados y apeinazados con lazo de ocho y cuadrales simples sobre canes de acanto. El harneruelo tiene lazo de ocho en el centro y en los cabos se combina con aspillas. Su autor, Juan Fernández, la realizó entre 1548 y 1551.
El presbiterio se eleva sobre escalones y en los muros de la única nave se encuentran cuatro rehundidos que albergan altares. A ambos lados de la cabecera se adosan la sacristía y la torre, de planta cuadrada y tres cuerpos, el superior abierto con huecos rematados en arcos de medio punto.
El único acceso se encuentra a los pies con una portada de medio punto, muy simple, con jambas y enjutas sin decoración y un frontón triangular.
Los muros son mixtos de mampostería y ladrillo y la cubierta se realiza a base de teja árabe, a dos aguas en la iglesia y a cuatro en la torre.

## Fuente
- Este artículo incluye contenido derivado de una disposición relativa al proceso de protección, incoación o declaración de un bien cultural o natural publicada en el BOE n.º 68 el 19 de marzo de 2004 (texto), el cual está libre de restricciones conocidas en virtud del derecho de autor de conformidad con lo dispuesto en el artículo 13 de la Ley de Propiedad Intelectual española.

- Datos: Q97605885